# Међународни фестивал малих сцена и монодраме
Међународни фестивал малих сцена и монодраме је културна манифестација Републике Српске која за циљ има популаризацију позоришне умјетности, малих сцена и монодраме, а одржава се у Источном Сарајеву сваке године.

## Историјат
Међународни фестивал малих сцена и монодраме је фестивал који се једном годишње одржава у Источном Сарајеву. Први фестивал, тада назван, Фестивал монодраме Републике Српске је одржан за вријеме Одбрамбено-отаџбинског рата, у периоду од од 9. до 15. фебруара 1995. године, када су се у тадашњем Српском Сарајеву, општини Хаџићи, публици представили актери најмањих драмских форми, с обзиром да се у то вријеме, вријеме ратних дешавања, у којима је и најмањи промил културних дешавања, веома значајан, више није могло ни очекивати од позоришних стваралаца. Директор и селектор Првог фестивала монодраме и малих сцена Републике Српске је био Раде Симовић, а сам Фестивал је тада отворио потпредсједник Републике Српске и један од највећих европских шекспиролога и предјседник Удружења књижевника Српске, покојни Никола Кољевић.  Овај фестивал је потврђивао своје постојање тиме што је окупљао, прије свега, позоришне ствараоце из Републике Српске али и позоришне ствараоце из окружења, Србије и Црне Горе, који су се најприје представљали монодрамом, као обликом позоришног изажавања који је веома тежак и који је својствен оним људима који доста знају и имају шта да кажу о позоришту. Основна карактеристика овог фестивала, је што се базира на позоришну категорију монодраме и малих сцена. Мале сцене, су јако захтјевне јер се ту ради о концентрацији на само два или три глумца.
Фестивал малих сцена и монодраме, са правом се може сврстати у најзначајније културне догађаје Републике Српске, јер је уједно најстарији фестивал у Српској, који се константно одржава, и развија заједно са културном сцене Републике Српске. Фестивал је подијелио судбину сарајевских Срба, када је након само једне године одржавања, егзодусом српског становништва из Сарајева, и сам фестивал промијенио локацију одржавања, па се од те, 1996.  године, прве посљератне године, Међународни фестивал малих сцена и монодраме одржава на територији општине Источно Ново Сарајево, тада Српско Ново Сарајево.
Предсједник жирија 17. Фестивала малих сцена и монодраме, који се одржао 2012. године, професор Академије умјетности Универзитета у Бањалуци, текстописац, сценариста и режисер Лука Кецман је за Фестивал рекао:
| „             | Ово је сада најстарији фестивал у Републици Српској и не смијемо дозволити да га изгубимо као што смо, нажалост, остали без чувене "Кочићеве српске сцене", а да се нико претјерано није узрујао због тога, мада је то требало да буде мјесто гдје ћемо сабрати и прегледати оно најбоље са позоришних сцена у Српској. | ” |
| — Лука Кецман | |   |

## Мјесто одржавања
Први Међународни фестивал малих сцена и монодраме, 1995. године, одржан је у просторијама Културно-спортског и рекреационог центра у Хаџићима, а од сљедеће 1996. године Фестивал се одржава у просторијама Културног центра Источно Ново Сарајево, установе која је  постала центар културних дешавања града Источног Сарајева, а поред овог, организује и велики број других културних манифестација.